# Mönsterås landskommun
Mönsterås landskommun var en tidigare kommun i Kalmar län.

## Administrativ historik
Den 1 januari 1863 började kommunalförordningarna gälla och då inrättades cirka 2 500 kommuner (städer, köpingar och landskommuner), tillsammans täckande hela landets yta.
I Mönsterås socken i Stranda härad i Småland inrättades då denna kommun samtidigt med att Mönsterås köping bildades.
Landskommunen uppgick 1952 i Mönsterås köping som sedan 1971 ombildades till Mönsterås kommun. 

## Politik

### Mandatfördelning i Mönsterås landskommun 1938-1946
| 2 | 9 | 8 | 2 | 3 |

| 24 |

| 2 | 9 | 13 |

| 23 |

| 3 | 9 | 12 |

| 23 |